# Industrias Fase
Industrias Fase fue una empresa española fundada por Pedro Martín García y Luis Pérez de la Oliva en 1964. Con sede en Torrejón de Ardoz, Madrid, que se especializó en la fabricación de luminarias y útiles de oficina. Su nombre, Industrias Fase, proviene de la unión de los apócopes "fa" y "se" (fabricaciones seriadas).
La compañía es conocida por la lámpara de escritorio Presidente S/C diseñada por Luis Pérez de la Oliva en 1968 y la lámpara de escritorio Bomerang 64, diseñada por Luis Pérez de la Oliva y Pedro Martín García en 1964. La lámpara Presidente S/C es conocida por su aparición en la serie estadounidense Mad Men  y se encuentra en exposición en el Museo Nacional Smithsonian de Historia Estadounidense.
Otros diseñadores que han colaborado con la compañía incluyen a Gabriel Teixidó Sabater, Tomás Díaz Magro, Iosu Rada Martínez, Carlos Lalastra de la Fuente y José Luis Gugel Sancha.